# Habitat floristique de la Serpentine-du-Mont-Albert
L'habitat floristique de la Serpentine-du-Mont-Albert est une aire protégée du Québec (Canada) située à Mont-Albert, dans le parc national de la Gaspésie. Cette aire protégée de 27 km2 protège l'habitat de quatre espèces très rares au Québec (la minuartie de la serpentine (Minuartia marcescens), le polystic des rochers (Polystichum scopulinum), la verge d’or à bractées vertes (Solidago chlorolepis), et le saule à bractées vertes (Salix chlorolepis), ces deux dernières espèces étant endémiques à la région du mont Albert .